# 維陶塔斯大教堂

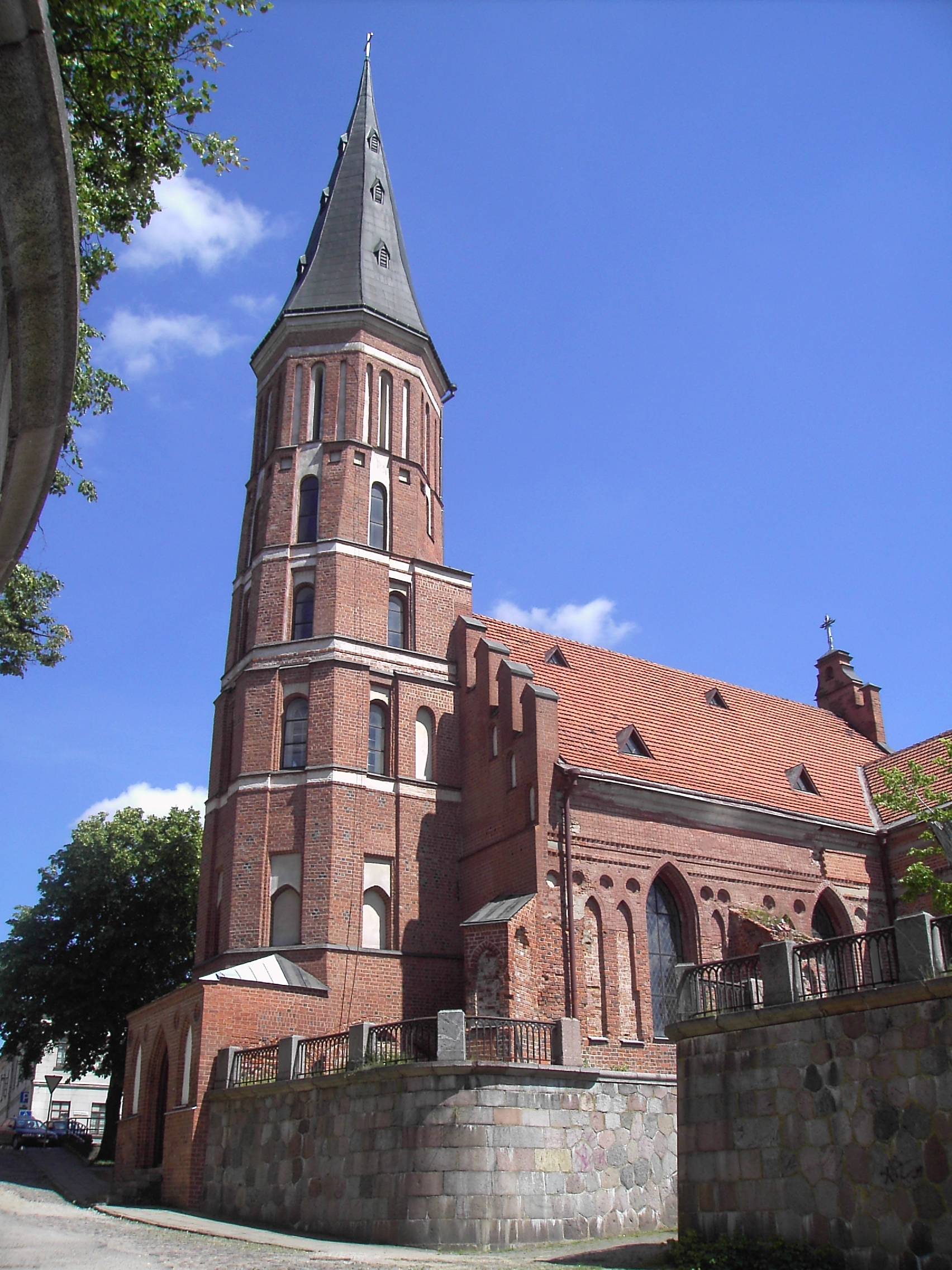
Stadhuis van Gent

維陶塔斯大教堂是位於立陶宛城市考納斯的一座羅馬天主教的教堂。維陶塔斯大教堂大約修建於1400年。

## 外部連結
- Official website
- Image gallery from the church's website

54°53′42″N 23°53′11″E / 54.8950°N 23.8865°E